# Bunuri mobile din domeniul medalistică clasate în patrimoniul cultural național al României aflate în județul Sibiu
Acestă listă conține bunurile mobile din domeniul medalistică clasate în Patrimoniul cultural național al României aflate la momentul clasării în județul Sibiu.

## Tezaur
| Foto | Informații generale | Detalii tehnice                                   | Descriere | Deținător                         | Legături |
| ---- | --- | ------------------------------------------------- | --- | --------------------------------- | -------- |
|      | Cucerirea orașului Strigoniu (Esztergom) din Ungaria (2 septembrie 1595)                                                                                                | Datare: 1601 Școală: Nürnberg Material: Argint    | Descriere avers: Arhiducele cuirasat, călare spre dreapta, încins cu o eșarfă, pe cap pălărie cu panaș, în mâna dreaptă baston de comandant. Sub cal, flori de Primula și inițialele gravorului, M(ichael) S(chalenberger), din Nürnberg. Descriere revers: Tabără militară la asediul unui oraș dintr-o regiune deluroasă, la apus sau răsărit de soare. Legendă revers: În exergă: STRIG(onium) CAP(tum) AN(no) 1595 / SEP(tembris) 2. | Muzeul Național Brukenthal, Sibiu | Cimec    |
|      | Medalie omagială: organizarea Transilvaniei ca provincie a Sfântul Imperiu Roman                                                                                        | Datare: 1715 Școală: Alba Iulia Material: Argint. | Descriere avers: Blazon cu cruce cu capetele terminate în volute pe scut oval, timbrat de coroană de conte, încadrat de două ramuri de dafin (după A. Resch, de dafin și măslin). Descriere revers: Peisaj alegoric din Transilvania (șapte munți cu guri de mină, deasupra vârfului fiecăreia simbolul astrologic/alchimic al unei planete/metal, un râu care trece prin mijlocul lor, pe care se găsesc mori de apă, vedutele unor orașe), dominat de Soarele antropomorfizat care strălucește deasupra unuia din munți și care reprezintă simbolul alchimic al aurului, una dintre cele mai importante resurse naturale ale țării. Legendă revers: RESTAVRABVNTVR | Muzeul Național Brukenthal, Sibiu | Cimec    |
|      | Conferirea ordinului „Vulturul Alb” (3 august 1758) contelui Andrzej Hieronim Franciszek Zamoyski (1717-1792), voievod de Inowrocław (Hohensalza) în perioada 1757-1764 | Datare: 1758 Școală: Dresden Material: Argint     | Descriere avers: Bustul cuirasat, spre dreapta, al suveranului, decorat cu ordinul habsburgic „Lâna de Aur”. Descriere revers: Pe paviment decorat în tablă de șah, o masă rococo, pe care se găsește colanul unui ordin. Legendă revers: DE REGE ET REPUBLICA BENE MERENTIBUS. În exergă, data evenimentului: MDCCLVIII / 3. AUG. | Muzeul Național Brukenthal, Sibiu | Cimec    |
|      | Aniversarea a 25 de ani de domnie (1688-1713) | Datare: 1713 Școală: Alba Iulia Material: Argint  | Descriere avers: Bustul principelui, spre dreapta. Descriere revers: Blazonul Valahiei, pe scut oval, timbrat de o coroană princiară și susținut de doi dragoni stilizați, adosați. În câmpul scutului, de o parte și de alta a picioarelor acvilei, data emisiunii: 17 – 13. Legendă revers: D(ei) G(ratia) VOIVODA ET PRINCEPS – VALACHIÆ TRANS ALPINÆ. | Muzeul Național Brukenthal, Sibiu | Cimec    |
|      | Încoronarea arhiducesei Maria Theresia de Austria, soția împăratului Franz I Stephan, ca regină a Ungariei (25 iunie 1741)                                              | Datare: 1741 Școală: Viena Material: Argint       | Descriere avers: Bust spre dreapta, sub bust numele unui gravor vienez: M(athias) DONNER F(ecit). Descriere revers: Regina încoronată, călare spre stânga, fluturând sabia, pe Dealul Încoronării de la Bratislava. În fundal, biserici din oraș și castelul. Pe sol, lângă piciorul drept posterior al calului, inițialele gravorului, în ligatură: MD. Legendă revers: APOSTOLICI REGNI – HONORIFICENTIA. În exergă: UNCTIO REGIA POSON(ii) / XXV IUN(iis) MDCCXLI | Muzeul Național Brukenthal, Sibiu | Cimec    |
|      | Încoronarea împăratului Karl al VI-lea ca rege al Ungariei (22 mai 1712)                                                                                                | Datare: 1712 Material: Argint                     | Descriere avers: Globul pământesc (cu Indiile Orientale în prim plan), înconjurat de nori, iar în jurul său deviza imperială: CONSTANTIA ET FORTITVDINE. Deasupra, monograma imperială (C), înconjurată de 7 coroane regale (între care pot fi recunoscute cu certitudine coroana Sf. Imperiu Roman și coroana curentă a lui Rudolf II, devenită ulterior coroana imperială a Austriei). Descriere revers: Împăratul încoronat, călare spre stânga, fluturând sabia, pe Dealul Încoronării de la Bratislava. Legendă revers: HVNG(ariae) ET HISP(aniae) REX CAROLE TERTIVS AVDIS HVNG(ariae) ET HISP(aniae) CREDO SECVNDVS ERIS – CORONAT(io) IN REG(no) HVNG(ariae) POSONII 1712. Exergă: FERRVMQVE TENEBAT HOC / IPSE ÆACIDES / OVID(ii) MET(amorphoses).                                                        | Muzeul Național Brukenthal, Sibiu | Cimec    |
|      | Instituirea Ordinului regal maghiar Sfântul Ștefan (6 mai 1764) | Datare: 1764 Școală: Viena Material: Argint       | Descriere avers: Regina spre dreapta, cu mâna stângă sprijinită pe un postament, pe care pe o pernă se află însemnele puterii regale: sceptrul și coroana Ungariei și ținând în mâna dreaptă marele colan al ordinului. În câmp, sub crucea colanului, inscripția: MERITIS. Pe paviment, în dreapta, inițialele unui gravor vienez: A(nton) W(idemann). Descriere revers: reprezentarea simbolică a Dealului Încoronării (munte cu trei vârfuri, timbrat de o cruce de Lorena, la baza căreia se află o coroană princiară), deasupra căreia zboară o acvilă, cu capul întors spre dreapta. De o parte și de alta, inițialele reginei: M – T. Totul înconjurat de două cornuri ale abundenței, din care se revarsă trandafiri și câte un vrej de iederă. Legendă revers: HIS TVTA SVB ALIS – FLORET HO – NORE NOVO. | Muzeul Național Brukenthal, Sibiu | Cimec    |
|      | Aniversarea a 100 de ani de la Convenția de la Naumburg | Datare: 1661 Material: Argint                     | Descriere avers: Efigia lui Martin Luther (1483-1546), dedesubt milesimul 1661. Descriere revers: vedută a orașului Eisleben, dedesubt blazonul familiei conților von Mansfeld-Vorderort. Legendă revers: în unciale gotice: Gotteswort un(d) Luthers Lehr vergeht nun u(nd) nimmermehr • Islebie •. | Muzeul Național Brukenthal, Sibiu | Cimec    |
|      | Declararea Transilvaniei ca Mare Principat (1765) | Datare: 1765 Școală: Viena Material: Argint       | Descriere avers: Bustul cuirasat și laureat al împăratului Joseph II spre dreapta, suprapunând parțial bustul spre dreapta al mamei sale, împărăteasa văduvă Maria Theresia. Descriere revers: Alegorie (palmier pe trunchiul căruia Fama, coborând de pe un nor și suflând în trâmbiță, fixează un scut oval cu blazonul Transilvaniei); în fundal, peisaj deluros. În prim plan, un bloc de piatră din care crește o plantă erbacee. Legendă revers: În exergă, semnătura gravorului: WÜRTH F. Dedesubt: MAGNVS TRANSYLVANIAE / PRINCIPATVS / MDCCLXV. | Muzeul Național Brukenthal, Sibiu | Cimec    |
|      | Reforma fiscală (1765) | Datare: 1765 Material: Argint.                    | Descriere avers: Bustul împărătesei văduve Maria Theresia spre dreapta. Descriere revers: Pe un podium, Aequitas așezată pe un tron, în mâna stângă cu etalonul de lungime (norma), cântărind cu balanța ținută în mâna dreaptă monedele plătite ca tribut de către o femeie în veșminte clasice (personificarea Transilvaniei). În stânga, un scut oval cu blazonul Transilvaniei. Într-un plan secund, un tânăr în costum burghez specific epocii, aducând un coș cu fructe. Lângă podium, în dreapta, inițialele PK. Legendă revers: În exergă: AEQUITAS TRIBVTORVM / MDCCLXV. | Muzeul Național Brukenthal, Sibiu | Cimec    |

## Fond
| Foto | Informații generale                                                                       | Detalii tehnice                | Descriere | Deținător                         | Legături |
| ---- | ----------------------------------------------------------------------------------------- | ------------------------------ | --- | --------------------------------- | -------- |
|      | Înființarea Lojii francmasonice Au trois clefs ďor din Halle an der Saale (24 iunie 1744) | Datare: 1744 Material: Argint. | Descriere avers: Deasupra unei vedute nocturne a orașului Halle, o alegorie a concordiei celor trei stări sociale, reprezentate de 3 mâini cu mâneci ale unor veșminte specifice, pe un cer cu Lună și 28 de stele. Descriere revers: Maestru șezând pe un postament din piatră, cu bastonul în mâna dreaptă, arătând spre instrumentele de la picioarele sale (ciocan, echer, compas) și cu mâna stângă rezemată de un glob terestru aflat în spatele său. Într-un plan mai apropiat, un bloc din piatră ecarisată, având sculptat pe o față un relief reprezentând echerul și firul cu plumb, iar pe fața adiacentă inițialele maestrului: C(arl) S(amuel) v(on) BR(ukenthal). În fundal, un zid cu coloane ionice mutilate, cu un fragment de fus și un fragment de fus cu capitel prăbușite și încrucișate la baza zidului. Deasupra, zburând către Soarele antropomorfizat, care își revarsă razele, vulturul încoronat al Prusiei spre stânga. Legendă revers: STVDIVM SAPIENTIA SILENTIO. | Muzeul Național Brukenthal, Sibiu | Cimec    |